# Henk Prinsen (wielrenner)
Henk Prinsen (Hank, 25 december 1951) is een Nederlands voormalig wielrenner. 
Prinsen reed twee keer de Ronde van Frankrijk in 1974 behaalde hij een vierentachtigste plaate en in 1975 een tweeëntachtigste. Henk Prinsen is de jongere broer van Wim Prinsen en een neef van Ad Prinsen, die beide ook wielrenner waren.

## Resultaten in voornaamste wedstrijden
| Jaar | Ronde van Italië | Ronde van Frankrijk | Ronde van Spanje |
| ---- | ---------------- | ------------------- | ---------------- |
| 1974 |                  | 84e                 |                  |
| 1975 |                  | 82e                 | buiten tijd      |
| 1976 |                  |                     | 38e              |

| Jaar | Ronde van Vlaanderen | Amstel Gold Race | Luik-Bast.‑Luik | Waalse Pijl |
| ---- | -------------------- | ---------------- | --------------- | ----------- |
| 1974 |                      |                  | 42e             | 60e         |
| 1975 | 39e                  | 24e              |                 |             |
| 1976 |                      | 18e              |                 | 41e         |